# Monochamus tonkinensis
Monochamus tonkinensis es una especie de escarabajo longicornio del género Monochamus, familia Cerambycidae. Fue descrita científicamente por Breuning en 1935.
Esta especie se encuentra en Vietnam y China.